# Ingela Gathenhielm
Ingela Olofsdotter Gathenhielm (11 de septiembre de 1692 - 29 de abril de 1729), fue una corsaria sueca al servicio del rey Carlos XII de Suecia durante la Gran Guerra del Norte.

## Biografía
Ingela se casó en 1711 con el famoso corsario y pirata Lars Gathenhielm, quien en 1710 había recibido permiso del rey para atacar naves de naciones enemigas en el mar Báltico y vender las mercancías que traían en Dunkerque. Hacía una gran fortuna y fue hecho Noble en 1715.
Ingela conoció a Lars cuando eran niños, pues las granjas de sus padres estaban al lado de la otra. Tuvieron cinco hijos y se cree que no era solo su esposa, sino también, su compañera en su vida profesional y el cerebro detrás de sus planes en la piratería. Cuando su esposo murió en 1718, tomó su lugar como corsaria (y su imperio pirata), continuó el negocio y los expandió durante la guerra.
Este negocio sueco terminó después de la paz con Dinamarca en 1720 y con Rusia en 1721. Ingela se casó con el teniente Isak Browald en 1722, cuando murió fue enterrada en Onsala con su primer esposo.